# Contea di Calhoun (Michigan)
La contea di Calhoun, in inglese Calhoun County, è una contea dello Stato USA del Michigan. Al censimento del 2000 la popolazione era di 137 985 abitanti. Il capoluogo di contea è Marshall. La contea deve il suo nome a John C. Calhoun, membro del Senato degli Stati Uniti.

## Geografia fisica
Lo United States Census Bureau certifica che l'estensione della contea è di 1861 km², di cui 1836 km² composti da terra e 25 km² composti di acqua.

### Fiumi
- Kalamazoo River
- Battle Creek River
- St. Joseph River (Lago Michigan)

## Storia
La Contea di Calhoun è stata istituita il 19 ottobre 1829.

## Infrastrutture e trasporti

### Strade
- Interstate 69
- Interstate 94
- Interstate 194
- U.S. Route 12
- M-37
- M-60
- M-66
- M-78
- M-89
- M-96
- M-99
- M-227

## Contee confinanti
- Contea di Kalamazoo - ovest
- Contea di St. Joseph, Michigan - sud-ovest
- Contea di Branch, Michigan - sud
- Contea di Hillsdale, Michigan - sud-est
- Contea di Jackson, Michigan - est
- Contea di Eaton, Michigan - nord
- Contea di Barry, Michigan - nord-ovest

## Città, villaggi e township

### Città e villaggi
| Città                                            |
| ------------------------------------------------ |
| - Albion - Battle Creek - Marshall - Springfield |

| Villaggi                                                         |
| ---------------------------------------------------------------- |
| - Athens - Burlington - Homer - Tekonsha - Union City (parziale) |

### Township
| - Albion Township - Athens Township - Bedford Charter Township - Burlington Township - Clarence Township | - Clarendon Township - Convis Township - Eckford Township - Emmett Charter Township - Fredonia Township | - Homer Township - Lee Township - Leroy Township - Marengo Township - Marshall Township | - Newton Township - Pennfield Charter Township - Sheridan Township - Tekonsha Township |